# Champlain (municipalité régionale de comté)
Champlain est une ancienne municipalité régionale de comté (MRC) ayant existé au Québec entre janvier 1983 et le 31 décembre 2001. Située en Montérégie, face à Montréal, elle cesse d'exister car la totalité des entités municipales qui la constituaient fusionnent, suite à une décision du gouvernement du Québec, pour donner naissance à la nouvelle ville de Longueuil, le 1er janvier 2002.

## Toponymie
Le toponyme de la municipalité régionale de comté provenait de la présence du pont Champlain qui aboutissait sur le territoire de la MRC. Le pont Champlain étant lui même nommé en l'honneur de Samuel de Champlain, explorateur et navigateur français, fondateur de la ville de Québec et considéré comme le « père de la Nouvelle-France ».

## Géographie

### Entités territoriales
Lors de la dissolution de la municipalité régionale de comté au 31 décembre 2001, elle regroupait les six entités municipales suivantes:
| Nom             | Statut | Population | Population |
| Nom             | Statut | 1991       | 2001       |
| --------------- | ------ | ---------- | ---------- |
| Brossard        | Ville  | 64 793     | 65 026     |
| Greenfield Park | Ville  | 17 652     | 16 978     |
| LeMoyne         | Ville  | 5 360      | 4 855      |
| Longueuil       | Ville  | 226 965    | 225 761    |
| Saint-Hubert    | Ville  | 74 027     | 75 912     |
| Saint-Lambert   | Ville  | 20 976     | 21 051     |

## Histoire
Lors de la dissolution de la MRC de Champlain, toutes les entités municipales fusionnent pour créer la nouvelle ville de Longueuil.
À la suite des référendums municipaux de 2004, les villes de Brossard et Saint-Lambert sont reconstituées le 1er janvier 2006,, mais demeurent incluses dans un nouveau type de structure supramunicipale, l'agglomération de Longueuil. Les villes de Greenfield Park, Longueuil, Saint-Hubert et LeMoyne demeurent rattachées à la nouvelle ville de Longueuil, les trois premières en tant que ses arrondissements, la dernière en tant que quartier.

## Démographie
| 1986    | 1991    | 1996    | 2001    |
| ------- | ------- | ------- | ------- |
| 293 054 | 312 734 | 314 306 | 311 838 |

## Administration
| Période | Période | Identité         | Étiquette              | Qualité |
| ------- | ------- | ---------------- | ---------------------- | ------- |
| 1983    | 1986    | Michel Gratton   | Maire de Saint-Lambert |         |
| 1986    | 1990    | Georgette Lepage | Mairesse de Brossard   |         |
| 1990    | 1992    | Pierre D. Girard | Maire de Saint-Hubert  |         |
| 1992    | 1994    | Roger Ferland    | Maire de Longueuil     |         |
| 1994    | 2001    | Claude Gladu     | Maire de Longueuil     |         |